# L'Affrontement (film, 1984)
Pour les articles homonymes, voir L'Affrontement.
Pour plus de détails, voir Fiche technique et Distribution.
L'Affrontement (Harry & Son) est un film américain réalisé par Paul Newman, sorti en 1984.

## Synopsis
Harry Keach, conducteur d'engins pour travaux publics, vit seul avec son fils Howard. À la suite d'un accident de travail, il est licencié.
Moralement touché, il devient peu à peu acariâtre et difficile à vivre.

## Fiche technique
- Titre : L'Affrontement
- Titre original : Harry & Son
- Réalisation : Paul Newman
- Scénario : Ronald Buck et Paul Newman
- Directeur de la photographie : Donald McAlpine
- Production : Ronald Buck et Paul Newman
- Musique : Henry Mancini
- Montage : Dede Allen
- Pays de production :  États-Unis
- Durée : 120 minutes
- Dates de sorties :
  - États-Unis : 2 mars 1984
  - France : 4 avril 1984
- Affiche : Bill Gold (États-Unis)

## Distribution
- Paul Newman : Harry Keach
- Robby Benson (V. F. : Éric Legrand) : Howard Keach
- Ellen Barkin : Katie Wilowski
- Wilford Brimley : Tom Keach
- Judith Ivey : Sally
- Ossie Davis : Raymond
- Morgan Freeman : Siemanowski
- Joanne Woodward : Lilly
- Katherine Borowitz : Nina
- Maury Chaykin : Lawrence
- Michael Brockman : Al
- Cathy Cahill : Waitress
- Robert Goodman : Andy
- Tom Nowicki : Tommy

## Distinction

### Nomination
- Razzie Awards 1985 : Pire second rôle masculin pour Robby Benson